# Ferenc Sipos
Ferenc Sipos, né le 13 décembre 1932 à Budapest, est un footballeur international hongrois évoluant au poste de milieu de terrain.
Il fait notamment partie des 22 joueurs retenus pour disputer les Coupes du monde 1958, 1962 et 1966.

## Palmarès
| Compétitions internationales           | Compétitions nationales |
| - Coupe Mitropa (1) - Vainqueur : 1963 | - Championnat de Hongrie (1) - Champion : 1958 - Vice-champion : 1964, 1969 - Coupe de Hongrie (1) - Vainqueur : 1964 - Finaliste : 1968, 1969 |